# Мрачај Крстињски
Мрачај Крстињски је насељено место на Кордуну, у саставу општине Војнић, Карловачка жупанија, Република Хрватска.

## Историја
Мрачај Крстињски се од распада Југославије до августа 1995. године налазио у Републици Српској Крајини.

## Становништво
Мрачај Крстињски је према попису из 2011. године имао 7 становника.

### Број становника по пописима
| Националност   | 2001. | 1991. | 1981. | 1971. | 1961. | 1953. | 1948. | 1931. | 1921. | 1910. | 1900. | 1890. | 1880. | 1869. | 1857. |
| бр. становника | 10    | 30    | 41    | 47    | 47    | 63    | 66    | 103   | 97    | 93    | 88    | 103   | 90    | 112   | 258   |

- напомене:

До 1900. исказивано под именом Мрачај.

### Национални састав
| Националност       | 2001. | 1991.     | 1981.     | 1971.     | 1961.     |
| Срби               | %     | 30 (100%) | 41 (100%) | 47 (100%) | 47 (100%) |
| Хрвати             | %     | 0         | 0         | 0         | 0         |
| Југословени        | %     | 0         | 0         | 0         | 0         |
| остали и непознато | %     | 0         | 0         | 0         | 0         |
| Укупно             | 10    | 30        | 41        | 47        | 47        |